# Tischeria
Genre
Tischeria est un genre de petits lépidoptères (papillons) de la famille des Tischeriidae. 

## Liste d'espèces
Principalement d'après FUNET Tree of Life (18 janvier 2021) :
- Tischeria angusticolella Duponchel, 1843
- Tischeria ekebladella (Bjerkander, 1795)
- Tischeria dodonaea Stainton, 1858
- Tischeria decidua Wocke, 1876
- Tischeria gaunacella Duponchel, 1843
- Tischeria longispicula Puplesis, 1988
- Tischeria lvovskyi Kozlov, 1986
- Tischeria marginea Haworth, 1928
- Tischeria puplesisi Kozlov, 1986
- Tischeria quercifolia Kuroko, 1982
- Tischeria relictana Ermolaev, 1986
- Tischeria sichotensis Ermolaev, 1986
- Tischeria rosella Gerasimov, 1937
- Tischeria unca Diskus & Stonis, 2014
- Tischeria quercitella Clemens, 1863
- Tischeria ceanothi Walsingham, 1890
- Tischeria ambigua Braun, 1915
- Tischeria bifurcata Braun, 1915
- Tischeria pulvella Chambers, 1878
- Tischeria ekebladioides Puplesis & Diskus, 2003